# Transport kolejowy w Togo
Kolej w Togo − system transportu kolejowego działający w afrykańskim państwie Togo.

## Historia
Pierwszą linię kolejową w Togo otwarto w 1905. 45 km linia połączyła stolicę Togo Lomé z Aneho. Szerokość toru na linii wynosiła 1000 mm. W kolejnych latach rozbudowano sieć kolejową. W 1999 zlikwidowano sieć kolejową zarządzaną przez państwo, a wraz z nią przewozy pasażerskie. Od tego czasu w Togo istnieją dwa odcinki zarządzane przez prywatne spółki, na których prowadzone są wyłącznie przewozy towarowe. Obecnie planowana jest budowa linii z Lomé do Kotonu w Beninie.

## Linie
Obecnie w Togo istnieją dwie spółki, które zarządzają liniami kolejowymi:
| Spółka                                        | Linie                     |
| --------------------------------------------- | ------------------------- |
| CTMB (Compagnie Togolaise des Mines du Bénin) | Kpémé − Hahotoé/Kpogamé   |
| WACEM (West African Cement SA)                | Lomé Digue Est − Tabligbo |